# 盐湖街道
盐湖街道，是中华人民共和国新疆维吾尔自治区乌鲁木齐市达坂城区下辖的一个乡镇级行政单位。

## 行政区划
盐湖街道下辖以下地区：
盐湖社区和柴窝堡社区。